# Олимпийский комитет Сербии
Олимпийский комитет Сербии (серб. Олимпијски комитет Србије) — организация, представляющая Сербию в международном Олимпийском движении.

## История
Олимпийский комитет Сербии создан 23 февраля 1910 года под названием Сербский олимпийский клуб (серб. Српски олимпијски клуб). В 1911 году переименован в Центральный олимпийский клуб (серб. Централни олимпијски клуб), а 17 июля 1912 получил современное название — Олимпийский комитет Сербии. В Международный олимпийский комитет принят на конгрессе в Стокгольме, которых проходил с 4 по 17 июля 1912 года. Первое участие в Олимпийских играх — Олимпийские игры в Стокгольме 1912 года. Затем сербские олимпийцы участвовали в составе делегации Югославии, после распада которой, спустя 96 лет, вновь приняли самостоятельное участие на Олимпийских играх в Пекине в 2008 году.

## Президенты
| Президент                       | Сроки в должности |
| ------------------------------- | ----------------- |
| Никодие Стеванович              | 1910—1919         |
| Югославский олимпийский комитет |                   |
| Иван Чуркович                   | 2006—2009         |
| Владе Дивац                     | 2009—2017         |
| Божидар Малькович               | 2017 — н. в.      |